# Брандмауер Windows
Брандмауер Windows — вбудований в Microsoft Windows міжмережевий екран. З'явився в Windows XP Sp2. Однією з відмінностей від попередника (Internet Connection Firewall) є контроль доступу програм в мережу. Брандмауер Windows є частиною Центру забезпечення безпеки Windows. Вбудовано у Windows Vista та Windows 7.
За допомогою брандмауера можна запобігти проникненню на комп'ютер хакерів або зловмисних програм (наприклад, хробаків) через мережу або Інтернет. Крім того, брандмауер запобігатиме надсиланню зловмисних програм із вашого комп'ютера на інші.
Спочатку Windows XP включала «Брандмауер підключення до інтернету» («Internet Connection Firewall»), який (за умовчанням) був вимкнений через проблеми сумісності. Налаштування «Internet Connection Firewall» знаходилися в конфігурації мережі, тому багато користувачів не знаходили їх. В результаті в середині 2003 року комп'ютерний черв'як Blaster атакував велике число комп'ютерів під управлінням Windows, використовуючи уразливість в службі Віддалений виклик процедур.* Через декілька місяців черв'як Sasser провів аналогічну атаку. У 2004 році продовжувалося поширення цих черв'яків, внаслідок чого непропатчені машини заражалися протягом декількох хвилин. Microsoft отримала критичні зауваження, і тому вирішила значно поліпшити інтерфейс і функціональність Internet Connection Firewall і перейменувати його в «Брандмауер Windows».
У брандмауер Windows вбудований журнал безпеки, який дозволяє фіксувати ip-адреси і інші дані, що відносяться до з'єднань в домашніх і офісних мережах або в Інтернеті. Можна записувати як успішні підключення, так і пропущені пакети. Це дозволяє відстежувати, коли комп'ютер в мережі підключається, наприклад, до web-сайту. Дана можливість за умовчанням відключена (її може включити системний адміністратор).
Брандмауер Windows не може запобігти виникненню таких проблем:
- Віруси, які поширюються електронною поштою

Віруси, які поширюються електронною поштою, вкладено до повідомлень електронної пошти. Брандмауер не може визначити вміст електронного повідомлення, тому не захищає від таких типів вірусів. Слід використовувати антивірусну програму для сканування та видалення підозрілих вкладень електронної пошти перед її відкриттям. Навіть якщо на комп'ютері встановлено антивірусну програму, не слід відкривати вкладення електронної пошти, якщо є сумніви щодо їх безпечності.
- Фішингове шахрайство

Фішинг — це спосіб ошукання користувачів комп'ютерів з метою отримання приватної або фінансової інформації, наприклад, пароля банківського рахунку. Зазвичай усе розпочинається з повідомлення електронної пошти, яке схоже на повідомлення з надійного джерела, однак насправді воно перенаправляє одержувача на шахрайський вебсайт для збирання особистих відомостей. Брандмауери не можуть визначити вміст електронного повідомлення, тому не захищають від таких атак.